# Вулиця Воровського (Сімферополь)
Вулиця Воровського (крим. Vorovskogo soqağı) — вулиця в Київському районі міста Сімферополь. Названа на честь радянського дипломата В. В. Воровського.

## Опис
Загальна протяжність вулиці становить 1.7 км.
Пролягає від з перехрестя з вулицею Шмідта до перехрестя з вулицями Київська, Беспалова та проспектом Вернадського на площі Радянської Конституції.
Прилучається вулиця Неапольська.
Транспорт: автобуси № 12.
На вулиці розташована Церква Християн Адвентистів Сьомого Дня, Міський клінічний пологовий будинок № 1, Азиз Салгир-Баба, Пам'ятник Ісмаїлу Гаспринському, Київський районний суд м. Сімферополя, територія колишнього Палацового комплексу калги-султана та готель «Москва».
З оглядового майданчика Кая-Баш до вулиці спускаються Сходи кохання.

## Історія
У Середні віки на місці нинішнього будинку № 21 знаходився Палацовий комплекс калги-султана. Місцевість звідси і до готелю «Москва» називається Султан-Базар, а в XVIII столітті — Султан-Сарай.
Між сучасними вулицями Воровського та Леніна розташовувався міський цвинтар Акмесджита, що був знищений та забудований на початку ХІХ століття. Зберігся лише Азиз Салгир-Баба.
Перша назва — Воронцовська вулиця, оскільки вона вела з міста в маєток князя М. С. Воронцова.
На вулиці збереглося кілька будинків, що були збудовані у серпні-вересні 1784 року звільненими з російської армії солдатами, що стали початком села Підгородне-Петрівське, що увійшло до складу Сімферополя перед Другою світовою війною.
Історія вулиці тісно пов'язана з фабрикою Абрикосових. У 1877 році велику ділянку землі навпроти слободи, що належала купцю А. В. Цапле, купила московська фірма з виготовлення солодкої продукції Олексія Івановича Абрикосова. У радянські часи фабрика продовжувала працювати за призначенням, але більше з виробництва консервної продукції. Влітку 1921 року вона була передана кооперативному союзу, незабаром отримала найменування «Трудовий Жовтень», а після загибелі С. М. Кірова — його ім'я.
30 травня 1924 року Воронцовська вулиця була перейменована на вулицю Воровського. На фасаді будинку № 16 знаходиться портрет В. В. Воровського та меморіальна дошка на його честь.
Під скелею по вулиці Воровського знаходиться законсервований штаб цивільної оборони та бомбосховища.
З 2005 року проросійські сили виступають за повернення вулиці назви на честь Воронцова.

## Галерея

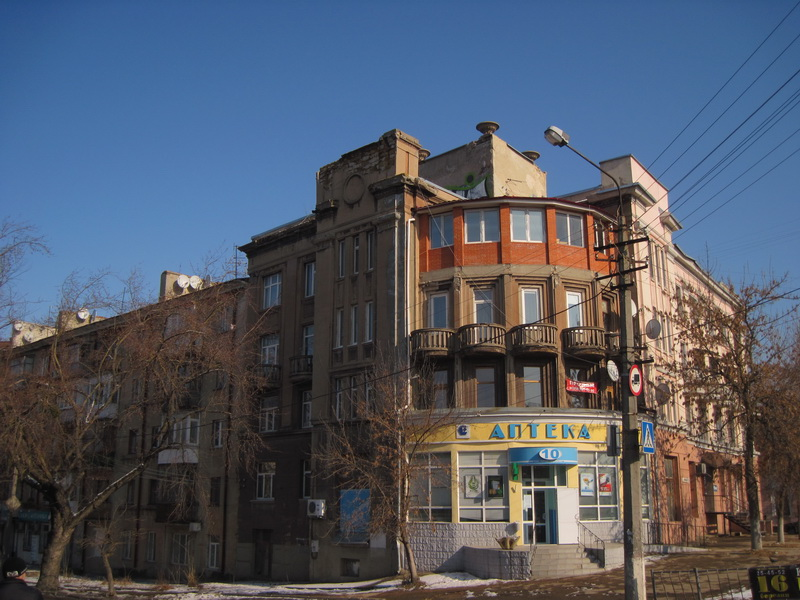
Будинок № 6, архітектор Білозерський Борис Іванович
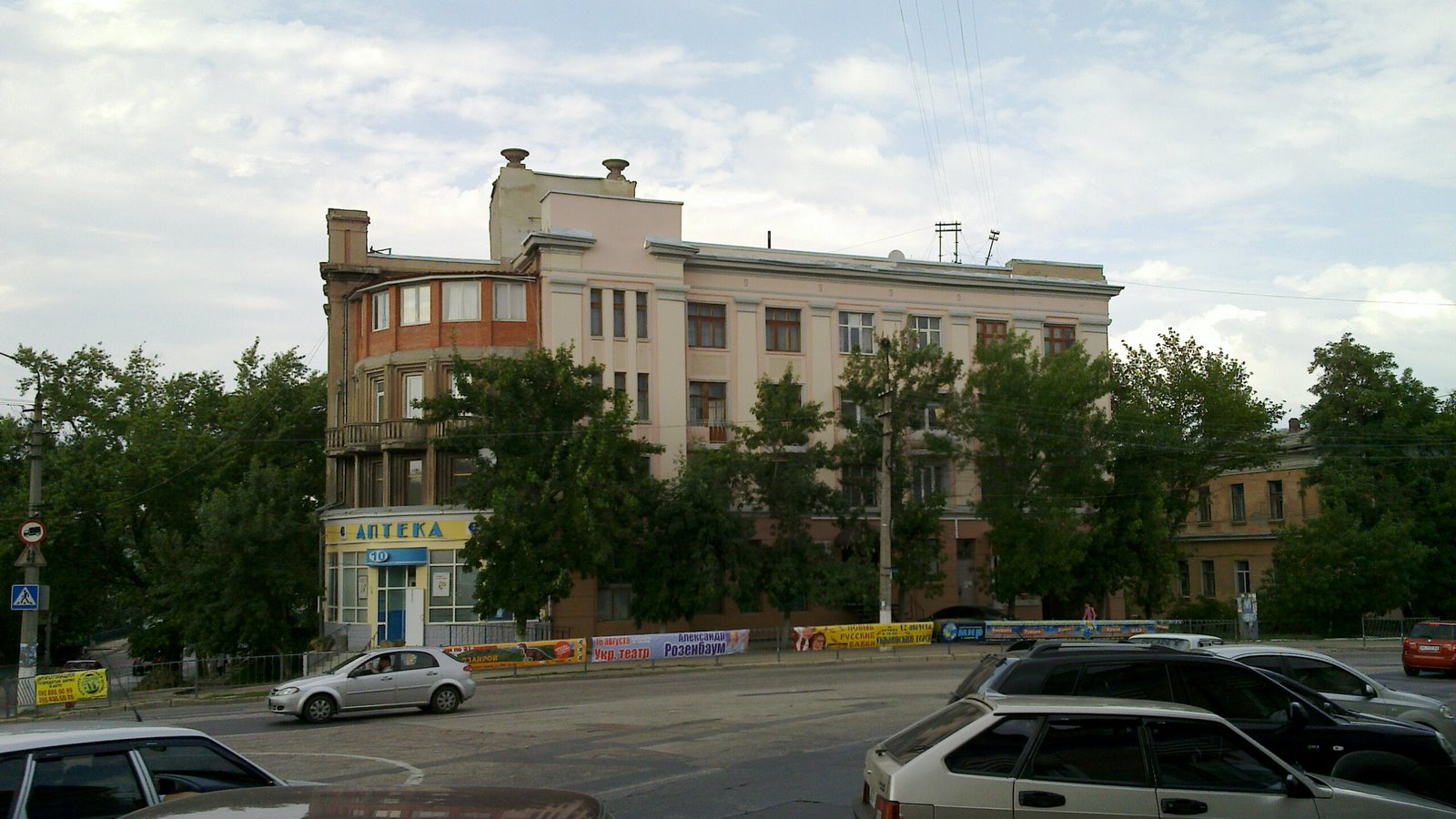
Будинок № 6, архітектор Білозерський Борис Іванович
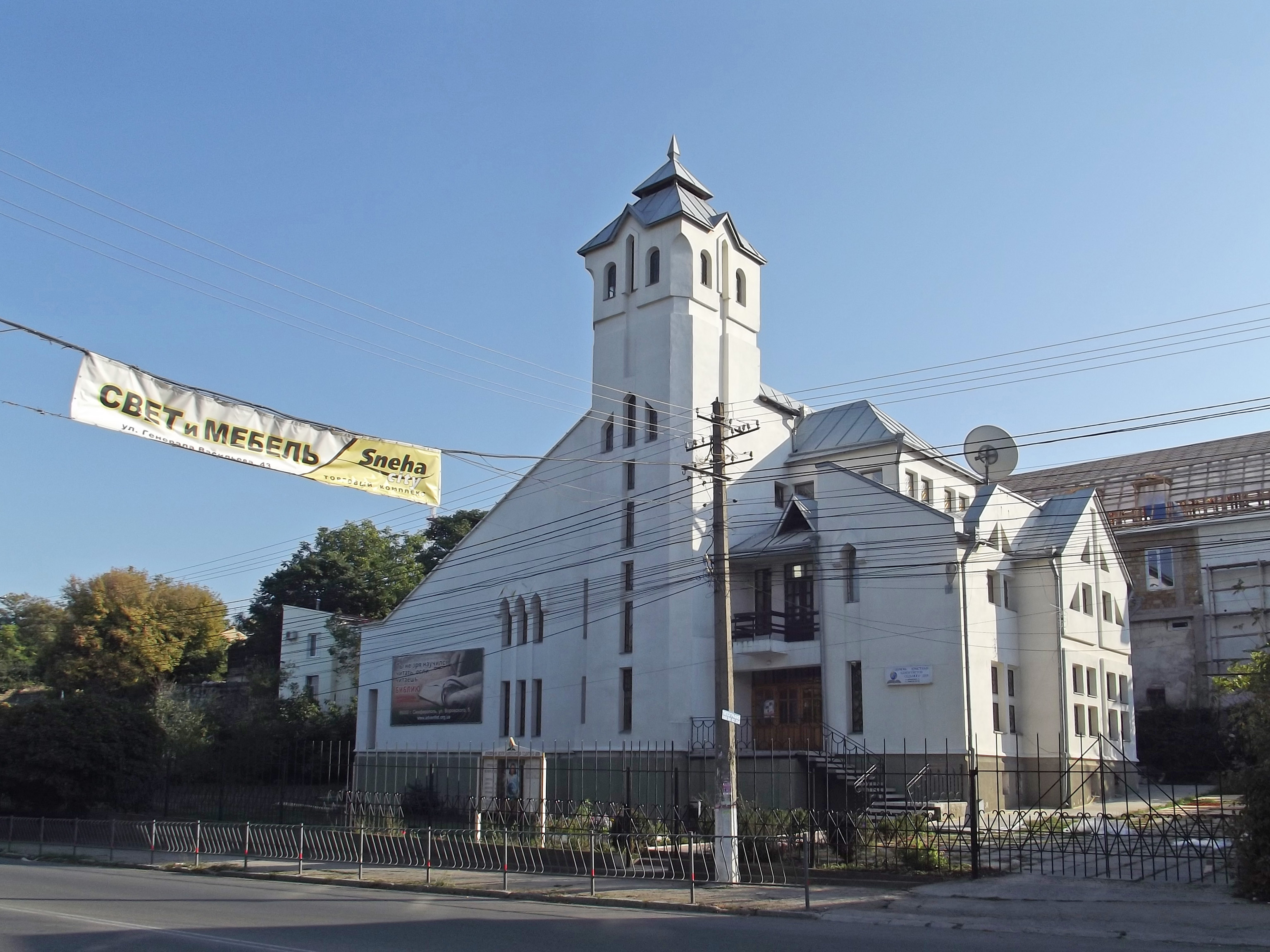
Церква Християн Адвентистів Сьомого Дня
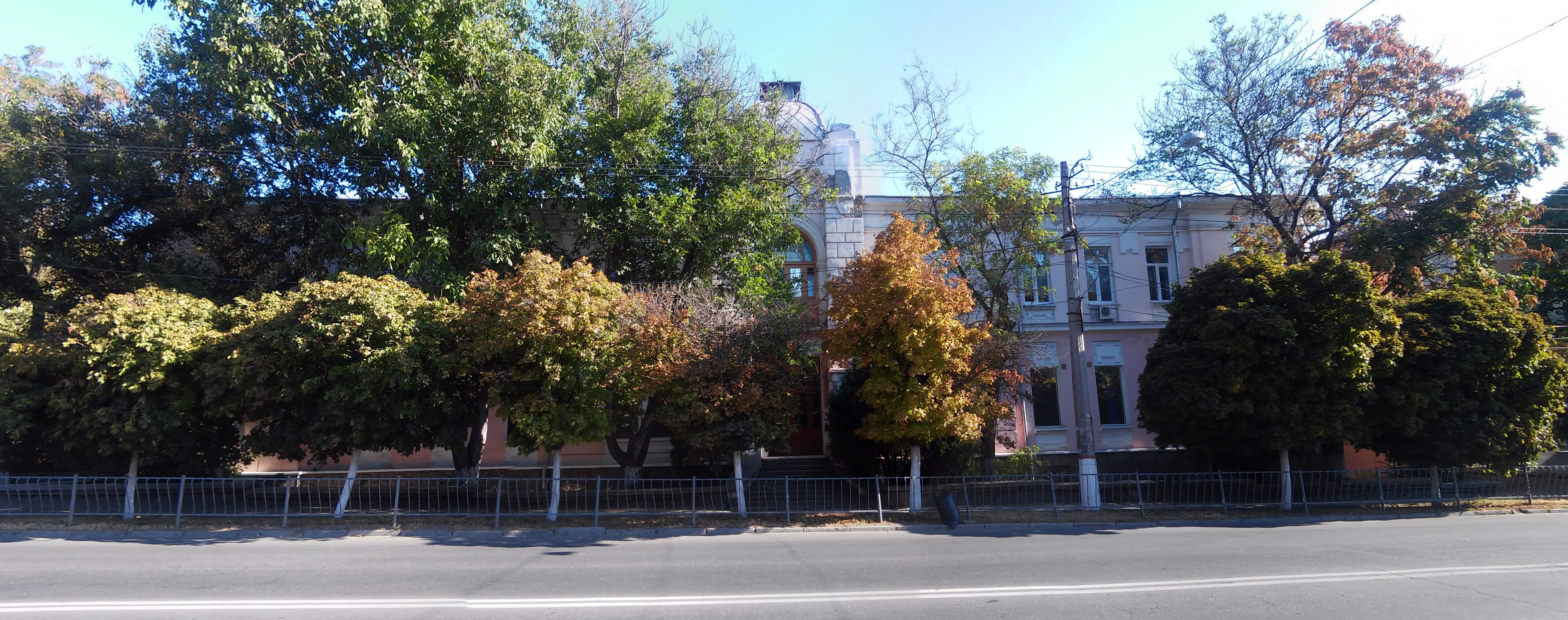
Будинок № 8А, Будівля хірургічної лікарні О. Ф. Каблукова: 8, cьогодні Міський клінічний пологовий будинок №1
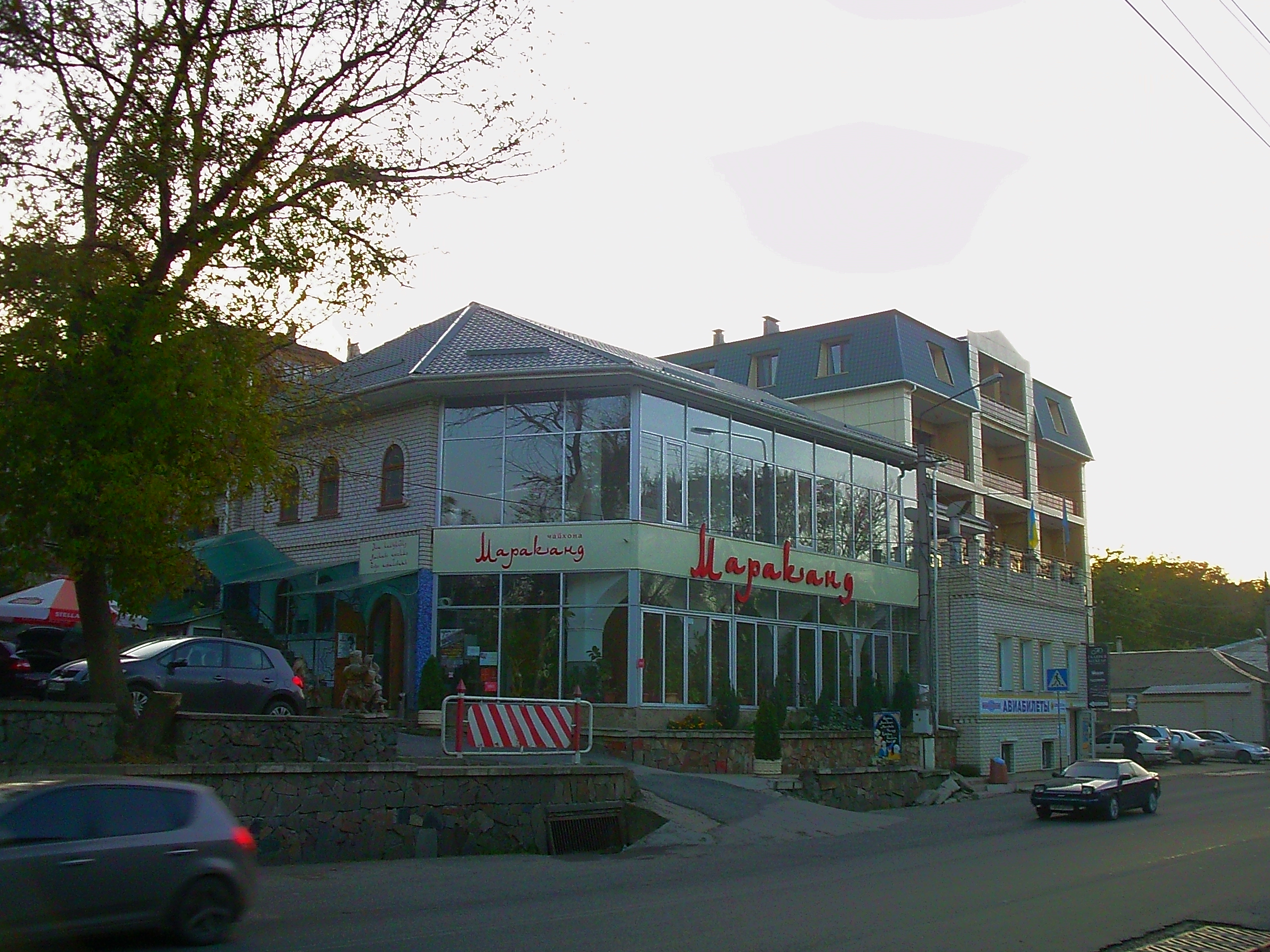
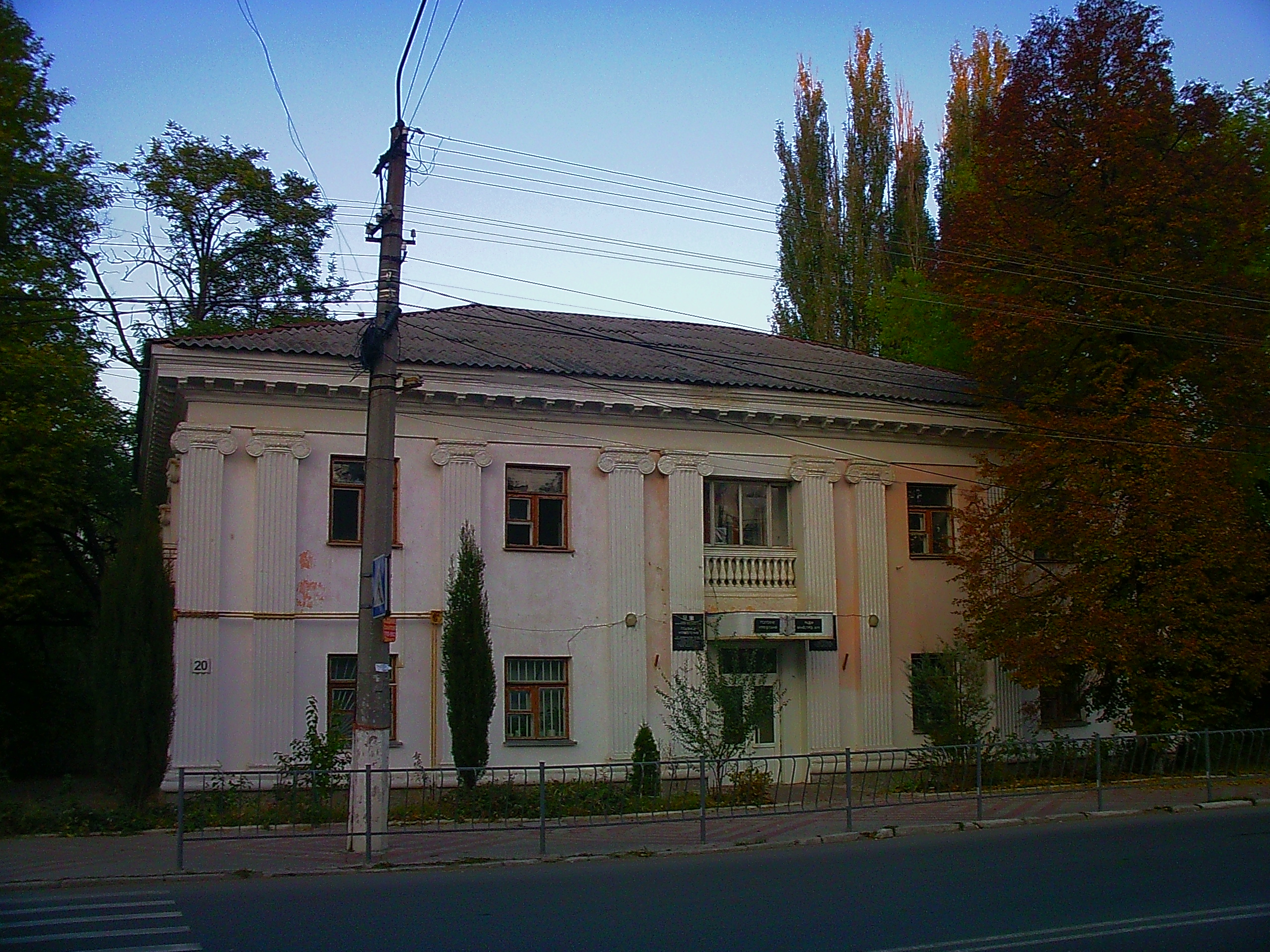
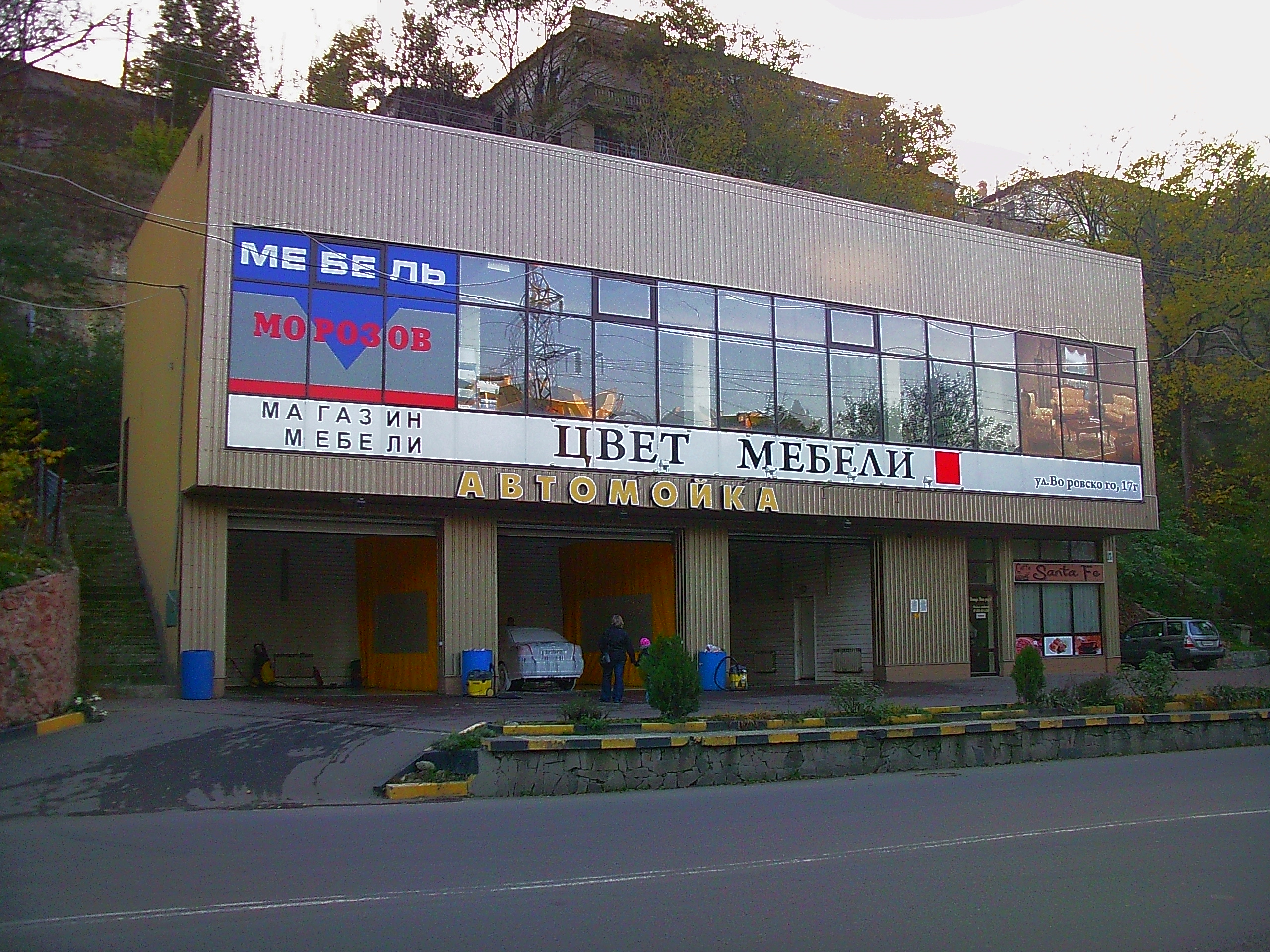
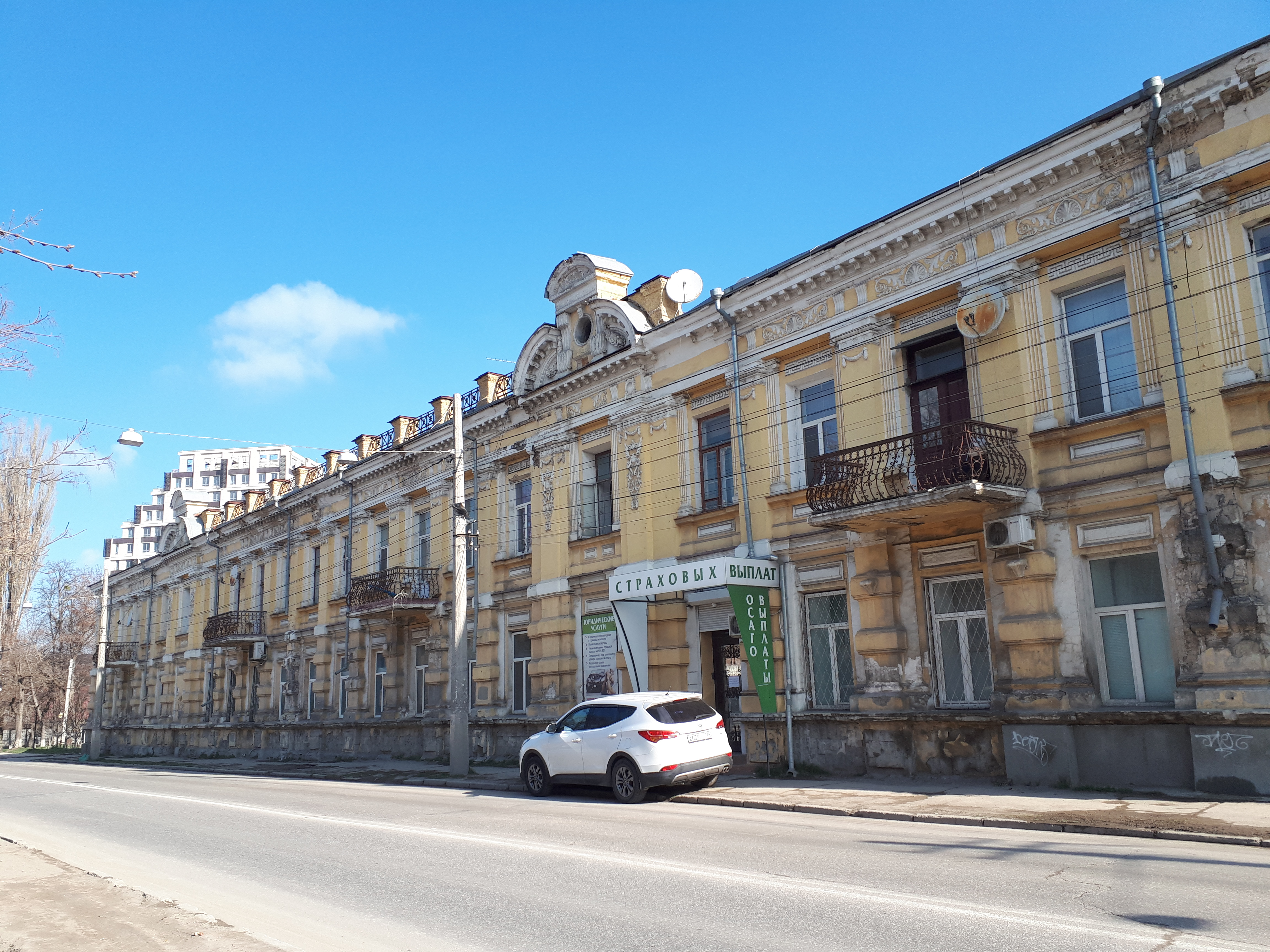
Будинок № 24А
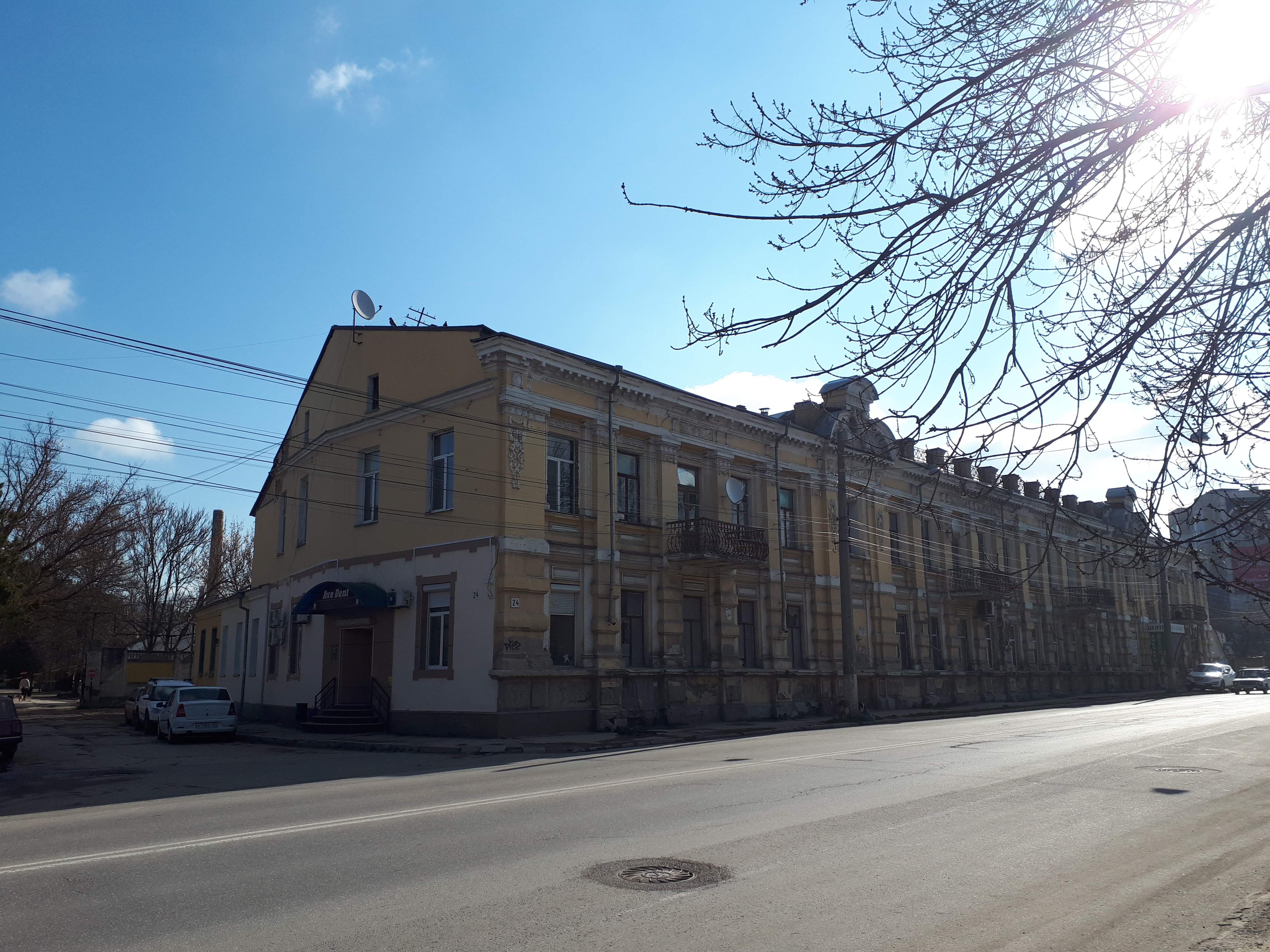
Будинок № 24А
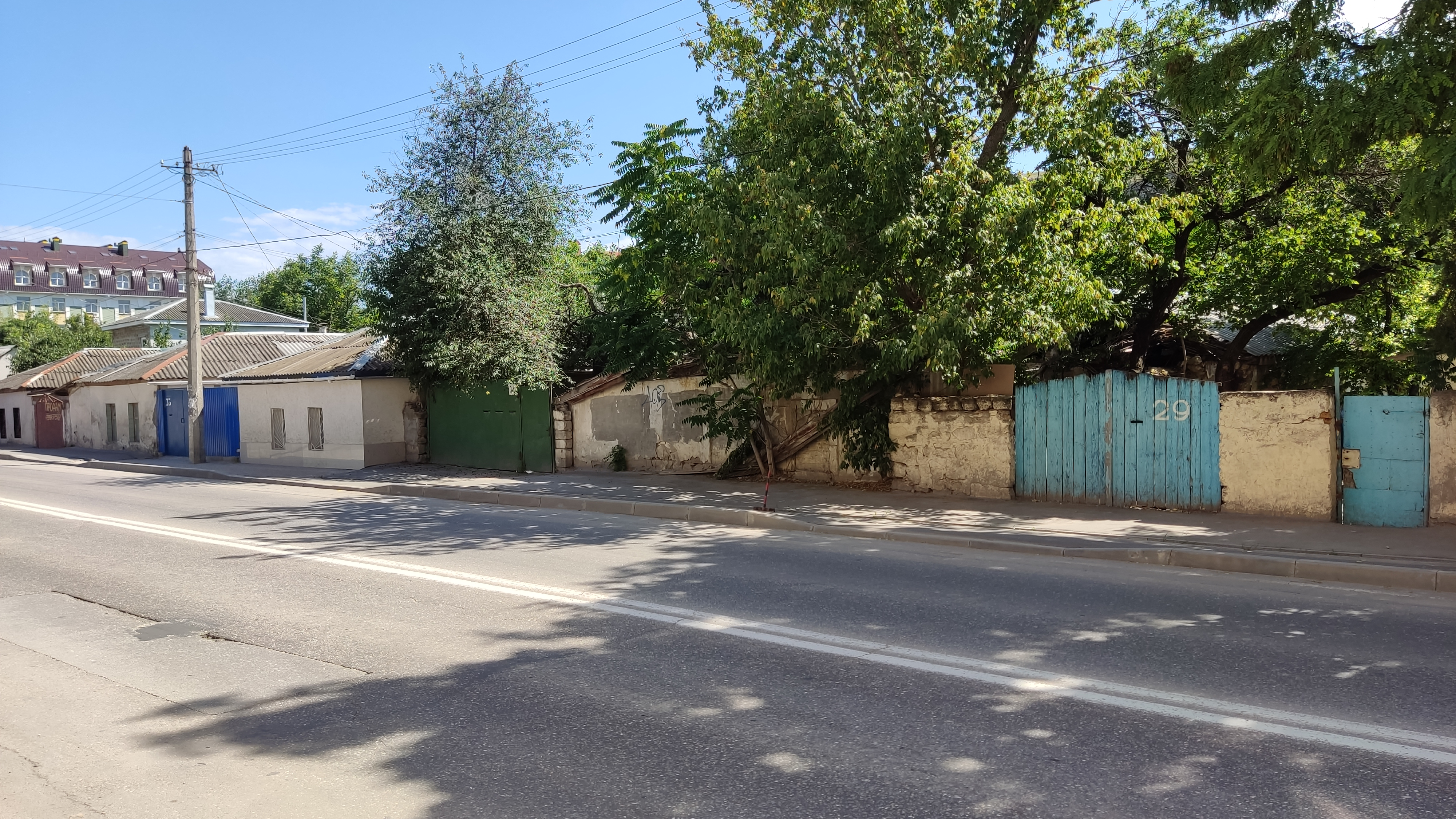
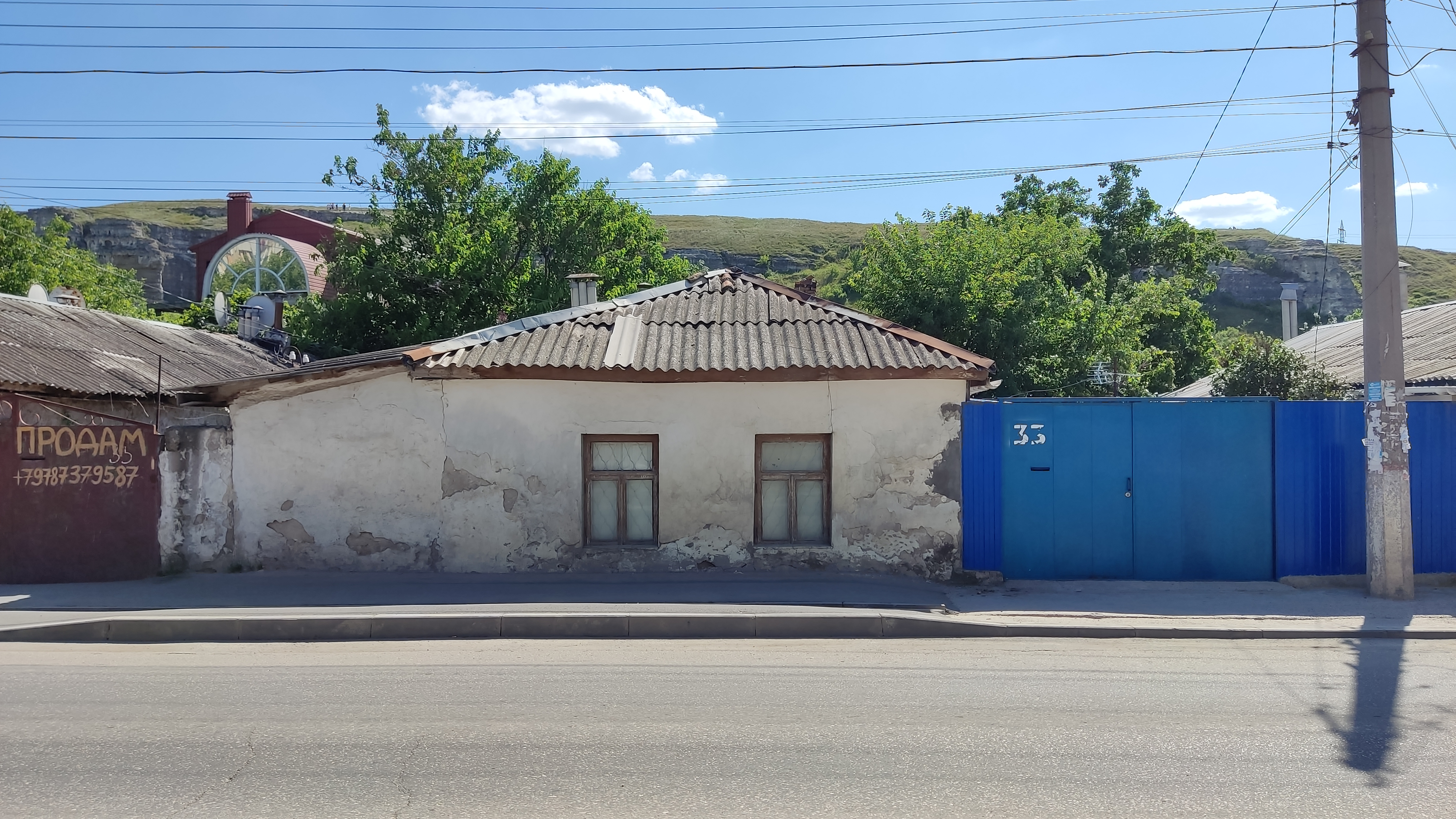
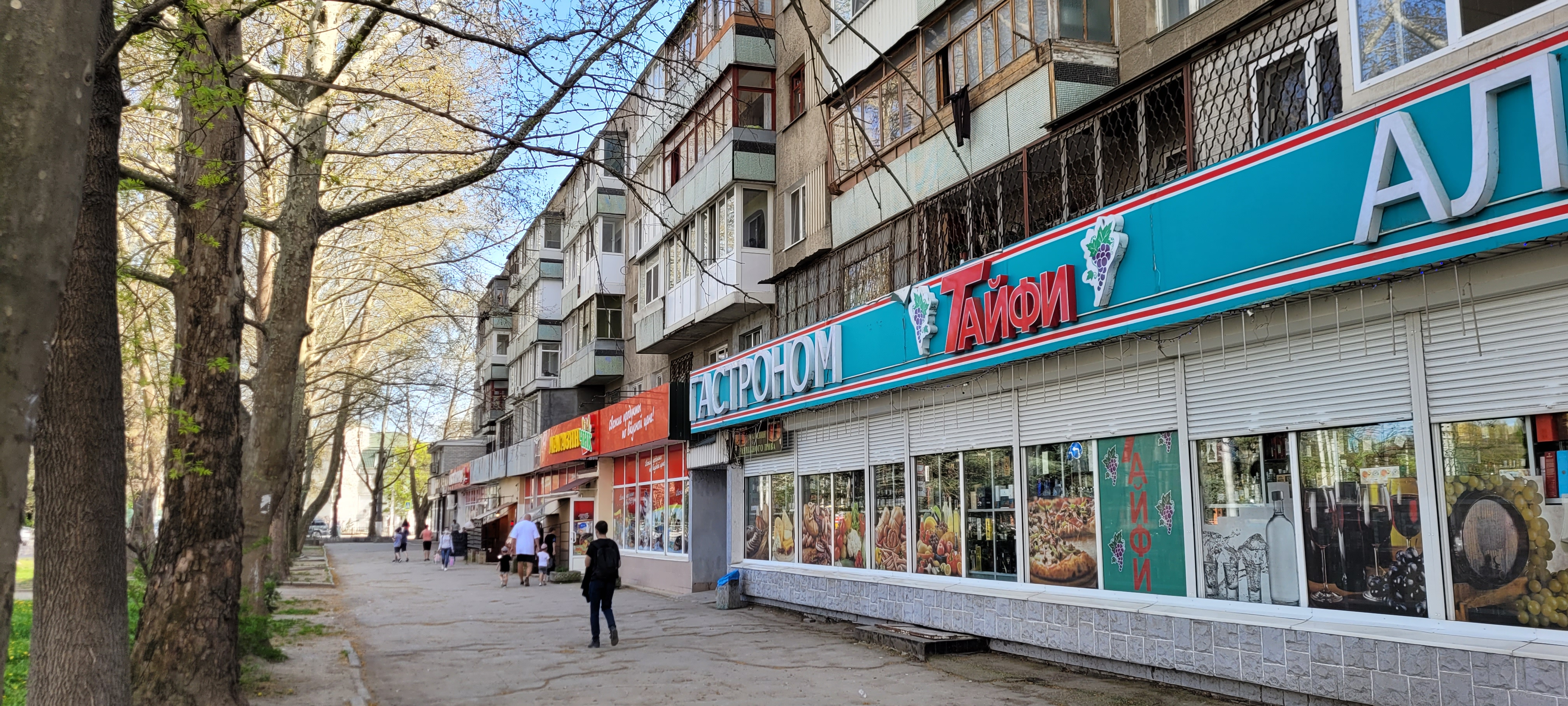
№ 65

## Рекомендована література
- Поляков В. Е. Улицы Симферополя. — Симферополь: Таврида, 1994.
- В. А. Широков «Симферополь. Улицы и дома рассказывают: История Симферополя».